# Ted Belytschko
Ted Bohdan Belytschko (13 de janeiro de 1943 – 15 de setembro de 2014) foi um engenheiro mecânico estadunidense.
Foi professor das cátedras Walter P. Murphy e McCormick de Mecânica Computacional da Universidade Northwestern. Trabalhou na área da mecânica dos sólidos computacional, e era conhecido pelo desenvolvimento de métodos tais como métodos de Galerkin livre de elementos e métodos dos elementos finitos estendido.
Belytschko obteve o mestrado em ciências da engenharia em 1965 e o doutorado em mecânica em 1968 no Instituto de Tecnologia de Illinois. Recebeu a Medalha Theodore von Karman de 1999, e a Medalha Timoshenko de 2001.
Foi editor do International Journal for Numerical Methods in Engineering.

## Obras
- Com Thomas J.R. Hughes (Eds.): Computational methods in mechanics, North Holland 1983
- Com Jacob Fish: A first course in finite elements, Wiley 2007
- Com Wing Kam Liu; Brian Moran: Nonlinear finite elements for continua and structures, Wiley 2000
- Com Wing Kam Liu (Eds.): Computational mechanics of probabilistic and reliability analysis, Lausanne:Elmepress 1989
- Com Thomas J. R. Hughes (Eds.): Computational methods for transient analysis, North Holland 1983
- Com J. S. Chen: Meshfree and Particle Methods, Wiley 2007